# The New Boy
The New Boy is een Australische film uit 2023, geregisseerd en geschreven door Warwick Thornton.

## Verhaal
In het Australië van de jaren 1940 wordt een afgelegen klooster gerund door de eigenzinnige zuster Eileen (Cate Blanchett). De komst van een negenjarige Aboriginal weesjongen (Aswan Reid) verstoort de relatieve rust.

## Rolverdeling
| Acteur          | Personage      |
| --------------- | -------------- |
| Cate Blanchett  | zuster Eileen  |
| Aswan Reid      |                |
| Deborah Mailman | Moeder overste |
| Wayne Blair     | George         |

## Productie
In februari 2022 voegde Cate Blanchett zich bij de cast van de film die Warwick Thornton regisseerde op basis van een scenario dat hij zelf schreef en Blanchett zal alsook mee produceren onder de vlag van haar Dirty Films. In december 2022 voegden Aswan Reid, Deborah Mailman, Wayne Blair, Shane Brady, Tyrique Brady, Laiken Woolmington, Kailem Miller, Kyle Miller, Tyzailin Roderick en Tyler Spencer zich bij de cast van de film.
De filmopnames werden afgerond in december 2022.

## Release
The New Boy ging op 19 mei 2023 in première op het Filmfestival van Cannes in de sectie Un certain regard'.